# WWWF United States Tag Team Championship
Il WWWF United States Tag Team Championship, nato come NWA United States Tag Team Championship (Northeast version) è stato un titolo della divisione tag team della World Wide Wrestling Federation, inizialmente associata alla National Wrestling Alliance ed era difeso nel territorio del Nordest.
Il titolo fu attivo dal 1958, quando il titolo fu introdotto sotto la NWA, fino al 1967, quando fu di fatto disattivato.

## Storia
I territori della National Wrestling Alliance erano tenuti a riconoscere un solo campione mondiale dei pesi massimi, ma la NWA consentiva ad ognuno di essi di stabilire i propri titoli. In seguito alla nascita delle numerose versioni del NWA World Tag Team Championship, alcune federazioni iniziarono ad introdurre dei titoli secondari per la categoria tag team, promuovendoli spesso come American Tag Team Championship o come National Tag Team Championship.
La Capitol Wrestling Corporation (CWC) iniziò a promuovere la sua versione del NWA United States Tag Team Championship nel 1958, rendendo Don Curtis e Mark Lewin i suoi primi campioni. L'affiliazione della CWC con la NWA durò fino al 1963, quando la prima lasciò la Alliance e cambiò il suo nome in World Wide Wrestling Federation, con il titolo che seguì il cambio di nome diventando WWWF United States Tag Team Championship e venendo considerato di fatto l'antenato del WWF World Tag Team Championship.
Il titolo rimase attivo fino al 1967, quando fu reso vacante e mai più riassegnato.

## Albo d'oro
| Legenda  |                                                                               |
| -------- | ----------------------------------------------------------------------------- |
| #        | Indica il numero del regno titolato                                           |
| Regno    | Viene indicato il numero del regno del campione                               |
| Data     | La data in cui il titolo è stato vinto                                        |
| Località | Indica il luogo in cui il titolo è stato vinto                                |
| Note     | Indica notizie particolari riguardanti i cambi di titolo o altre informazioni |

### Capitol Wrestling Corporation (1958-1963)
| #  | Campione                            | Regno | Data             | Giorni | Località                 | Evento           | Note | Fonti |
| -- | ----------------------------------- | ----- | ---------------- | ------ | ------------------------ | ---------------- | --- | ----- |
| 1  | Don Curtis e Mark Lewin             | 1     | 1 luglio 1958    | 65     | Kansas City, Missouri    | House show       | Curtis e Lewin vinsero un torneo sconfiggendo in finale Dick the Bruiser e Hans Schmidt per diventare i detentori della versione del nordest del NWA United States Tag Team Championship. Durante questo periodo il titolo era noto con questo nome e con il nome di NWA Capitol Wrestling United States Tag Team Championship. |       |
| 2  | Eddie Graham e Jerry Graham         | 1     | 4 settembre 1958 | 98     | Washington D.C.          | House show       | | [ 2 ] |
| 3  | Don Curtis e Mark Lewin             | 2     | 11 dicembre 1958 | 167    | Washington D.C.          | House show       | |       |
| 4  | Eddie Graham e Jerry Graham         | 2     | 27 maggio 1959   | --     | Bridgeport, Connecticut  | House show       | | [ 3 ] |
| —  | Vacante                             | —     | agosto 1959      | —      | —                        | —                | Il titolo fu reso vacante in seguito alla partenza di Eddie Graham |       |
| 5  | Jerry Graham (3) e Johnny Valentine | 1     | 14 novembre 1969 | --     | West Hempstead, New York | House show       | In un torneo per riassegnare il titolo vacante, sconfiggendo in finale Don Curtis e Mark Lewin. | [ 4 ] |
| 6  | Eddie Graham (3) e Jerry Graham (4) | 3     | marzo 1960       | --     | New Haven, Connecticut   | House show       | Al suo ritorno nella federazione, Eddie Graham sconfisse Valentine per ottenere la sua metà del titolo. |       |
| 7  | Lou Bastien e Red Bastien           | 1     | 2 aprile 1960    | 14     | New Haven, Connecticut   | House show       | | [ 5 ] |
| 8  | Eddie Graham (4) e Jerry Graham (5) | 4     | 16 aprile 1960   | 7      | New Haven, Connecticut   | House show       | | [ 6 ] |
| 9  | Lou Bastien e Red Bastien           | 2     | 23 aprile 1960   | 89     | Chicago, Illinois        | House show       | | [ 7 ] |
| 10 | Al Costello e Roy Heffernan         | 1     | 21 luglio 1960   | 18     | Washington D.C.          | House show       | | [ 8 ] |
| 11 | Lou Bastien e Red Bastien           | 3     | 8 agosto 1960    | 16     | Washington D.C.          | House show       | |       |
| 12 | Al Costello e Roy Heffernan         | 2     | 24 agosto 1960   | 87     | Bridgeport, Connecticut  | House show       | |       |
| 13 | Buddy Rogers e Johnny Valentine (2) | 1     | 19 novembre 1960 | 19     | Teaneck, New Jersey      | House show       | |       |
| 14 | Al Costello e Roy Heffernan         | 3     | 8 dicembre 1960  | 399    | Washington D.C.          | House show       | Vinsero il titolo sconfiggendo Valentine e Chief Big Heart, che sostituiva Buddy Rogers |       |
| 15 | Bob Ellis e Johnny Valentine (3)    | 1     | 11 gennaio 1962  | 175    | Washington D.C.          | House show       | |       |
| 16 | Buddy Rogers (2) e Johnny Barend    | 1     | 5 luglio 1962    | 245    | Washington D.C.          | Washington DC TV | |       |

### World Wide Wrestling Federation (1963-1967)
| #  | Campione                                | Regno | Data              | Giorni | Località                  | Evento           | Note | Fonti |
| -- | --------------------------------------- | ----- | ----------------- | ------ | ------------------------- | ---------------- | --- | ----- |
| 17 | Buddy Austin e The Great Scott          | 1     | 7 marzo 1963      | 70     | Washington D.C.           | Washington DC TV | La CWC lasciò la NWA nel 1963, cambiando nome in World Wide Wrestling Federation (WWWF) e rinominando il titolo in WWWF United States Tag Team Championship. |       |
| 18 | Brute Bernard e Skull Murphy            | 1     | 16 maggio 1963    | 182    | Washington D.C.           | Washington DC TV | |       |
| 19 | Gorilla Monsoon e Killer Kowalski       | 1     | 14 novembre 1963  | 44     | Washington D.C.           | Washington DC TV | |       |
| 20 | Chris Tolos e John Tolos                | 1     | 28 dicembre 1963  | --     | Teaneck, New Jersey       | House show       | |       |
| 21 | Don McClarity e Vittorio Apollo         | 1     | febbraio 1964     | --     | New Haven, Connecticut    | House show       | |       |
| 22 | Jerry Graham (6) e Luke Graham          | 1     | 20 marzo 1964     | 321    | New Haven, Connecticut    | House show       | |       |
| 23 | Gene Kiniski e Waldo Von Erich          | 1     | 4 febbraio 1965   | 63     | Washington D.C.           | Washington DC TV | |       |
| 24 | Bill Watts e Gorilla Monsoon (2)        | 1     | 8 aprile 1965     | 119    | Washington D.C.           | Washington DC TV | |       |
| 25 | Bill Miller e Dan Miller                | 1     | 5 agosto 1965     | 200    | Washington D.C.           | Washington DC TV | |       |
| 26 | Antonio Pugliese e Johnny Valentine (3) | 1     | 21 febbraio 1966  | 213    | New York, New York        | House show       | |       |
| 27 | Baron Mikel Scicluna e Smasher Sloan    | 1     | 22 settembre 1966 | 77     | Washington D.C.           | Washington DC TV | |       |
| 28 | Antonio Pugliese (2) e Spiros Arion     | 1     | 8 dicembre 1966   | --     | Washington D.C.           | Washington DC TV | |       |
| 29 | Arnold Skaaland e Spiros Arion (2)      | 1     | giugno 1966       | --     | Atlantic City, New Jersey | House show       | Antonio Pugliese lasciò la WWWF e il titolo fu assegnato a Skaaland.                                                                                         |       |
| 30 | Lou Albano e Tony Altimore              | 1     | 10 luglio 1967    | 14     | Atlantic City, New Jersey | House show       | Sconfiggendo Skaaland e Chuck Richards, che sostituiva Arion.                                                                                                |       |
| 31 | Bruno Sammartino e Spiros Arion (3)     | 1     | 24 luglio 1967    | 5      | Atlantic City, New Jersey | House show       | |       |
| —  | Disattivato                             | —     | 29 luglio 1967    | —      | —                         | —                | Sammartino deteneva anche il WWE Championship e rese vacante il titolo, che non fu mai riassegnato.                                                          |       |